# Neomochtherus jucundus
Neomochtherus jucundus är en tvåvingeart som beskrevs av Pavel Lehr 1964. Neomochtherus jucundus ingår i släktet Neomochtherus och familjen rovflugor. Inga underarter finns listade i Catalogue of Life.